# Breighton
Breighton är en ort i Storbritannien.   Den ligger i grevskapet East Riding of Yorkshire och riksdelen England, i den centrala delen av landet, 260 km norr om huvudstaden London. Breighton ligger 7 meter över havet och antalet invånare är 4 934.
Terrängen runt Breighton är mycket platt. Runt Breighton är det ganska tätbefolkat, med 139 invånare per kvadratkilometer. Närmaste större samhälle är Selby, 9,5 km väster om Breighton. Trakten runt Breighton består till största delen av jordbruksmark.